# 下間頼純
下間 頼純（しもつま らいじゅん）は、戦国時代から安土桃山時代の武将、本願寺の坊官。下間頼資の長男で頼賑の兄。通称は侍従、法名は正善。
織田信長との石山合戦では元亀3年（1572年）に父や従叔父の下間頼龍、遠縁の下間頼廉と共に信長派の摂津中嶋城の細川昭元を攻撃して破り、天正4年（1576年）11月に石山本願寺11世法主顕如の命を受けて加賀に赴き、七里頼周と加賀門徒鏑木頼信らとの仲裁に当たった。また加賀一向一揆と石山本願寺からの下向衆の統合だけでなく、本願寺の同盟相手上杉謙信とも交流して良好な関係を築き、天正5年（1577年）の手取川の戦いに関連した粟津の戦いで、織田軍と交戦した堀才助に宛てた感状を発給するなど、加賀門徒の軍事面での中心人物となった。
以後は頼周に代わって加賀方面の指揮官として織田軍と戦い、謙信の甥上杉景勝とも交流を続けたが、天正8年（1580年）4月に尾山御坊が織田軍に落とされる前後に脱出、飛騨に退去した。その際飛騨のいずこかの谷あるいは美濃安養寺へ落ち延びたとされ、天正8年頃に安養寺が顕如の嫡男教如に親鸞の絵伝を求めた件を取り次いだことが安養寺と結んだきっかけと推測されている。この時期に石山合戦の終戦処理を巡り顕如・教如父子は対立、中部地方へ退去した教如は頼純が構築した連絡網に支えられたとされ、景勝や加賀一向一揆の残党と連絡を取り合っていた。頼純は本願寺へ戻り安養寺との関係を保つ一方、本願寺中枢を形成する下間氏出身の年寄衆5人の内の1人に選ばれた（他に下間頼廉・下間仲孝・下間頼承・下間頼芸を含む）。
天正17年（1589年）の聚楽第落書事件では本願寺内の町人の誓詞提出の奉行となった。天正20年（1592年）に顕如が亡くなり教如が法主になったが、翌文禄2年（1593年）に教如が豊臣秀吉の命令で退隠すると、法主を継いだ弟の准如に誓詞を差し出し、准如の坊官を務めた。准如の下では頼廉や弟の頼賑と共に奏者として支えたが、慶長2年（1597年）に死去。
頼賑は兄の死後も准如の西本願寺に仕えたが、慶長9年（1604年）に教如に召し出され東本願寺へ移った。